# Cyphomyrmex laevigatus
Cyphomyrmex laevigatus är en myrart som beskrevs av Weber 1938. Cyphomyrmex laevigatus ingår i släktet Cyphomyrmex och familjen myror. Inga underarter finns listade i Catalogue of Life.

## Bildgalleri

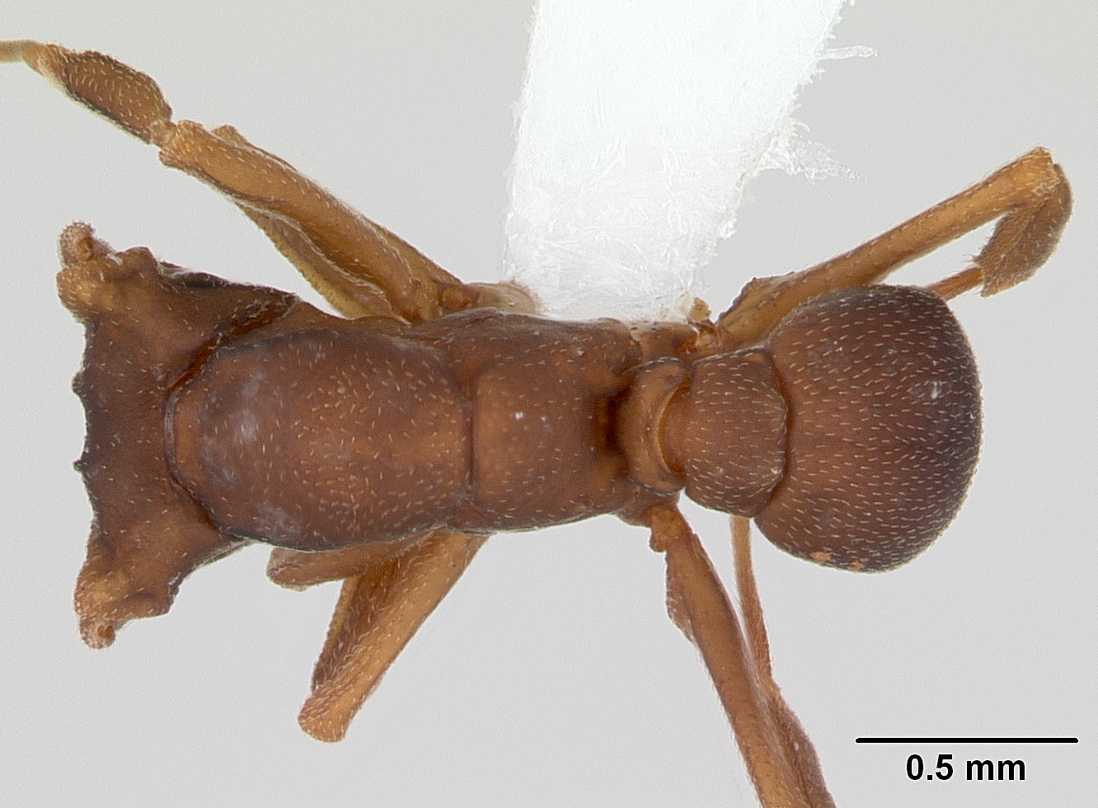
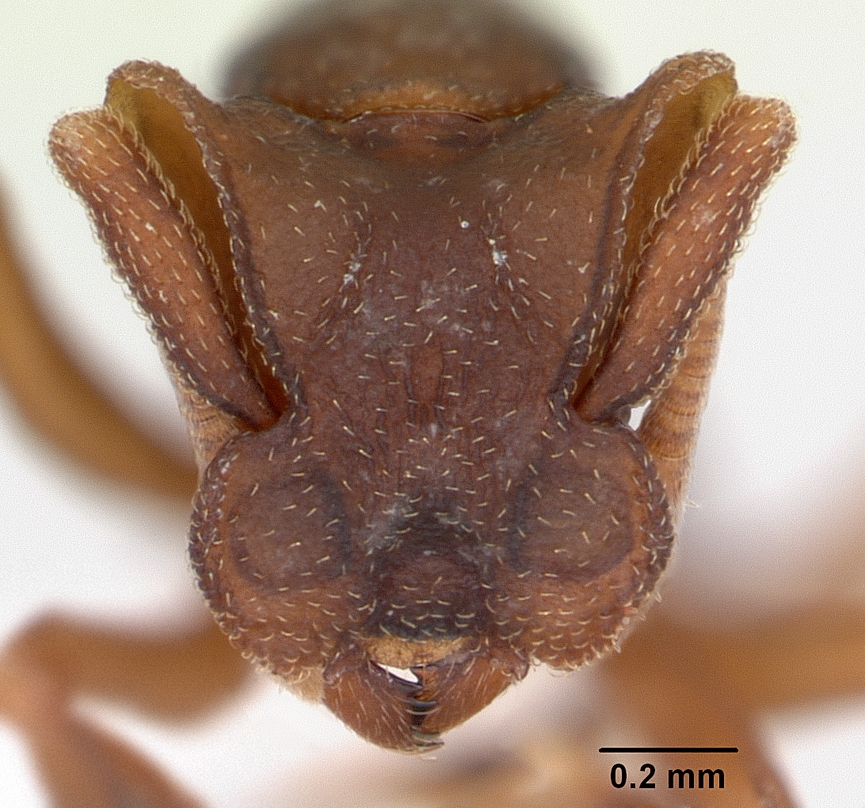
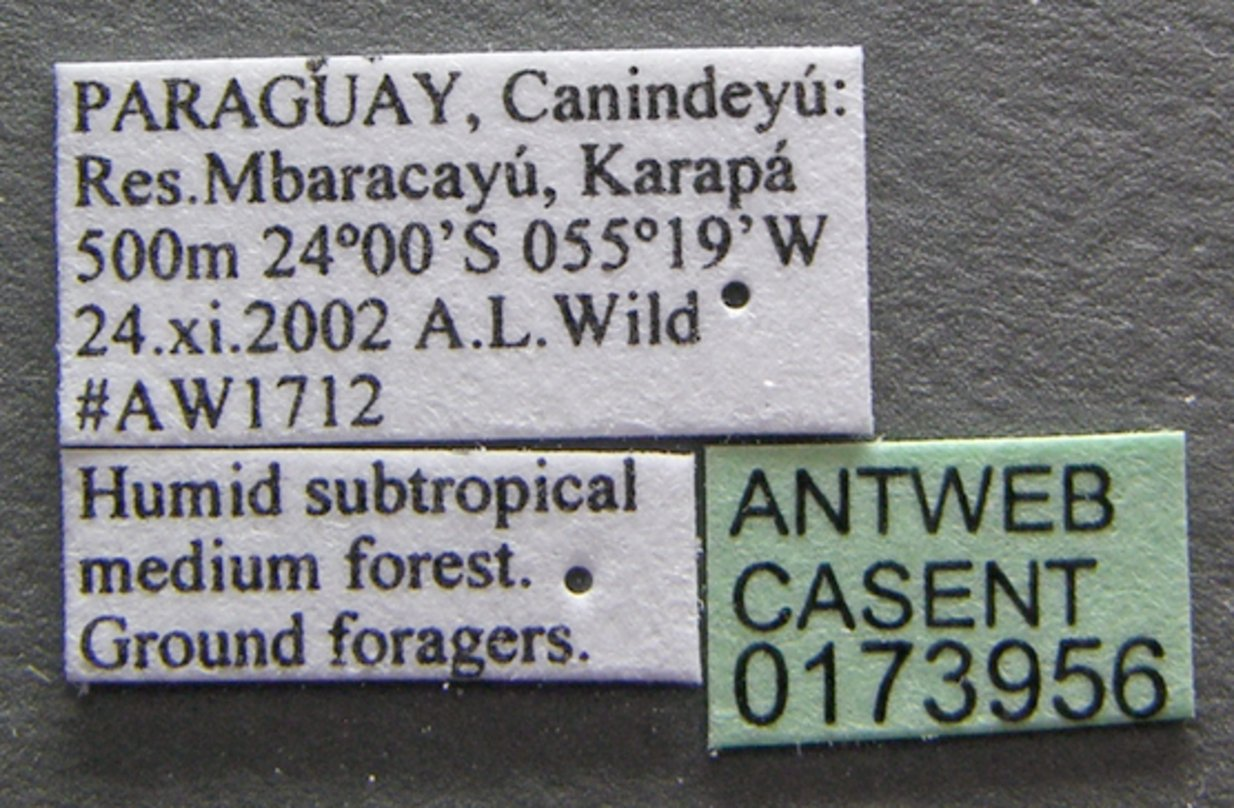
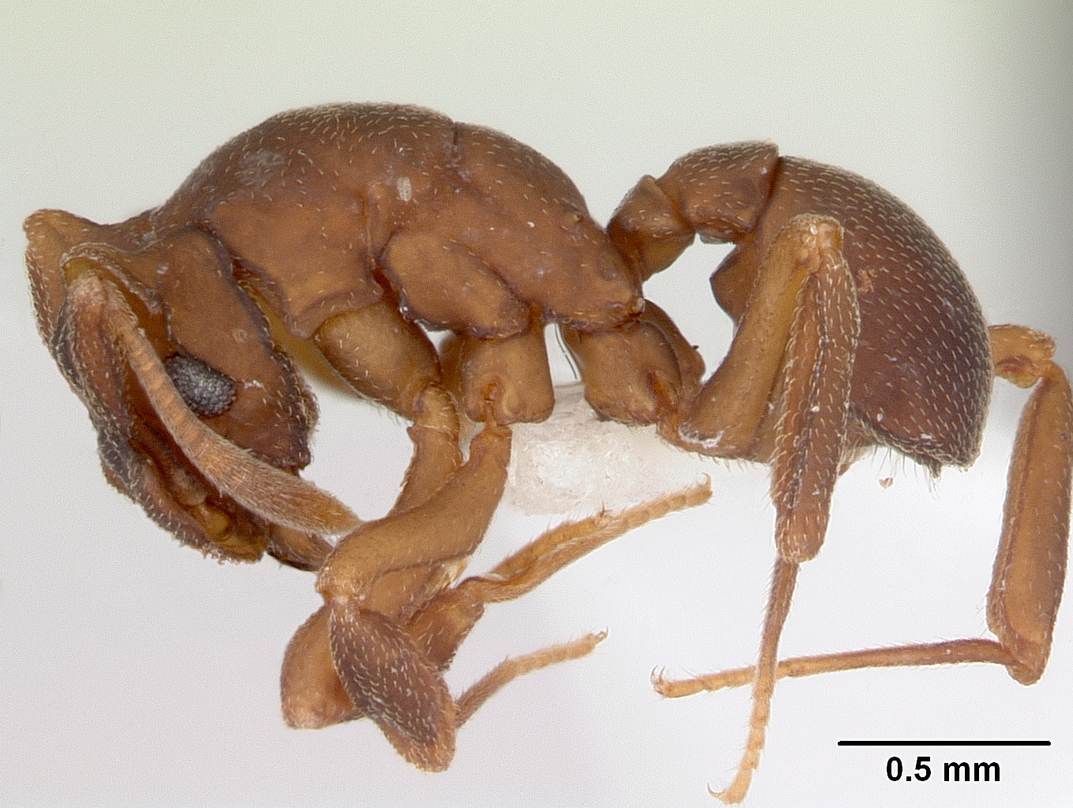